# Александровский сельский совет (Золочевский район)
Алекса́ндровский (в 1925 — между 1943 и 1966; и в 1990-х — Конгре́ссовский) се́льский сове́т до 17 июля 2020 года входил в состав Золочевского района Харьковской области Украины.
Орган местного самоуправления и административно-территориальная единица села Конгрессовка (Александровка) Харьковской области; входил до 2020 года в состав Богодуховского уезда, затем Золочевского района сначала Харьковской губернии, затем Богодуховского округа, затем Ахтырского округа, с 1932 года Харьковской области.
Административный центр поселкового совета находился в селе Лютовка.
Административный центр сельского совета находился с 1925 по 2020 год в селе Александровка (Конгрессовка).

## Названия
Сельсовет входил с 1917 по 1921 год в Лю́товский волостной совет Лютовской волости Богодуховского уезда Харьковской губернии;
назывался с 1921 по 1925 Иванковским,
с 1925 по послевоенное время — Конгре́ссовским,
затем до начала 1990-х — Алекса́ндровским,
с начала 1990-х по 2000-е — Конгрессовским,
с 2000-х по 2020 — Александровским.

## История
- Лютовский волостной совет сельских депутатов был организован в первой половине 1917 года, после Февральской революции. Существовал в условиях двоевластия, затем троевластия до декабря 1917 года (волостное правление, контролировавшееся уездным комиссаром Временного правительства; украинская губернская Рада, подчинявшаяся Центральной Раде, Советы).
- В конце 1919—1920 года, так как Лютовка и Александровка находились в прифронтовой зоне ЮФ, власть осуществлял не Совет, а ВРК.
- 1921 — дата образования Иванковского (Ивашко́вского) сельского Совета депутатов трудящихся в составе Лютовской волости Богодуховского уезда Харьковской губернии Украинской Советской Социалистической Республики как Иванковского (Ивашко́вского) в фактически составляющем с Александровкой одно целое селе Ивашки́ (ранее — Иванки).
- С марта 1923 года — в составе Зо́лочевского района Богоду́ховского о́круга (затем Ахты́рского о́круга), с 1932 — Харьковской области УССР.
- До 1925 года центром сельсовета были Ивашки[5] (они же Иванки), затем до 2020 года входившие в Одноробовский поссовет.
- В 1925 сельсовет был переведён из Ивашков в Конгрессовку,[5] входившую в Золочевский район, Богодуховский (затем Ахтырский) округ УССР.
- Во время Великой Отечественной войны с самого конца октября 1941 по начало февраля 1943 и со второй половины марта по пятое-шестое[5] августа 1943 года территория сельсовета находилось под оккупацией вермахтом нацистской Германии, во время которой Конгрессовский сахарный завод, местные колхозы, множество жилых домов были разрушены, а в средней школе устроена немецкая конюшня,[5] а 85 (по другим данным, более ста)[5] жителей села вывезены на работы в нацистскую Германию.[2]
- Территория сельского совета окончательно освобождена от гитлеровских войск после победы РККА в Курской битве во время Белгородско-Харьковской наступательной операции[6] при охвате советскими войсками Грайворона 5-6 августа 1943 года.[5]
- В начале 1990-х совет назывался «Сельский Совет народных депутатов».[7]
- В самом начале 1990-х годов село опять стало Конгрессовкой[8].
- В 2000-х годах (до 2009) село снова становится Александровкой.[4]
- После 17 июля 2020 года в рамках административно-территориальной «реформы» по новому делению Харьковской области[9][10] данный Александровский сельский совет вместе с Золочевским районом был упразднён; входящие в него населённые пункты и его территории присоединены к … территориальной общине Богодуховского(?) района.
- Сельсовет просуществовал 99 лет, из них 95 — с центром в Конгрессовке (Александровке).

## Общие сведения
- Территория: 33,62 км²
- Население: 2 177 человек (по состоянию на 2001 год).
- В 2000-х — 2020 годах в состав совета входили 16 депутатов и глава (голова).
- По территории сельсовета протекает река Грайворонка.

## Населённые пункты совета
В состав сельсовета входили до 2020 года следующие населённые пункты:
- село Алекса́ндровка
- село Зава́дское
- село Ско́рики
- село Тимофе́евка
- село Широ́кий Яр

ранее входили следующие населённые пункты:
- Ивашки (ранее Иванки) — переданы до 1966[2] в Одноробовский первый сельсовет;
- Тарасовка[2] — ныне не существует; упразднённый во времена СССР между 1967[2] и 1976[11] годами населённый пункт.

## Председатели сельсовета
- Первым председателем сельского Совета был Безма́тьев Семён Иванович[12] (в 1925?)

После Великой Отечественной войны председателями сельского Совета депутатов трудящихся были:
- Олексенко Т. П.[12]
- Борщенко М.А[12]
- Тетерятченко А. А.[12]
- Талызин Д. Г.[12]
- Задворник Е. П.[12]
- Михайлов А. Г.[12]
- Крахмаль Н. Г.[12]
- Геращенко Н. (в 1983)[12]

### Главы последних лет
| ФИО                         | Основные данные                                                | Дата избрания | Дата увольнения |
| --------------------------- | -------------------------------------------------------------- | ------------- | --------------- |
| Романюк Людмила Анатольевна | Глава сельсовета, 1976 г.р.                                    | 26.03.2006    | 14.04.2009      |
| Щипанова Валентина Ивановна | Глава сельсовета, 1957 г.р., член Партии регионов              | 02.08.2009    | 31.10.2010      |
| Рыбакова Елена Леонидовна   | Глава сельсовета, 1964 г.р., обр. высшее, член Народной партии | 31.10.2010    |                 |

Прим.: таблица по данным Верховной Рады

## Адрес сельсовета
- 62214, Харковская область, Золочевский район, село Александровка, ул. Центральная, дом 43.